# Noryl
Le matériau de marque Noryl est un mélange de polymères commercialisé en 1964 par General Electric Plastics, maintenant Sabic Innovative Plastics. À l'origine, c'était un mélange (mécanique) composé de poly(oxyde de phénylène) (sigle PPO) et de polystyrène choc (SB).
Le Noryl est un matériau thermoplastique technique. Le PPO est très onéreux, par contre le prix du PS est très bas. Différents grades de Noryl sont disponibles. Par exemple, pour les ailes avant d'automobile, le Noryl GTX, un mélange PPE + PA, est utilisé.
Il a connu un fort développement, comme le mélange PC + ABS (marques Bayblend, Pulse, Anjablend A).

## Propriétés
L'intérêt de développer des « alliages » (de métaux ou de plastiques) est d'obtenir dans un seul matériau les avantages propres à plusieurs autres.
Les caractéristiques du Noryl varient selon la teneur en PS. Pour le mélange 50 % PPO + 50 % PS pur, la densité vaut 1,06 (valeur relativement faible pour un polymère), la Tv est comprise entre 130 °C et 145 °C et la température maximale d'utilisation vaut 80 °C.
Le PS apporte la facilité de mise en œuvre. Le Noryl est un matériau amorphe facilement injectable. La processabilité est due à l'excellente compatibilité du PPO (PPE) avec le PS (le PPO est miscible en toutes proportions avec le PS). Les mélanges PPO + PS sont désignés par le terme de « PPO modifiés ».
Le PPO apporte les résistances thermique et chimique, la tenue au feu ainsi que les caractéristiques mécaniques.
Le Noryl est un bon isolant électrique, possède une bonne résistance au choc aux basses températures, une très faible reprise d'humidité et une excellente stabilité et précision dimensionnelles de −40 à 120 °C (faible retrait).

## Applications

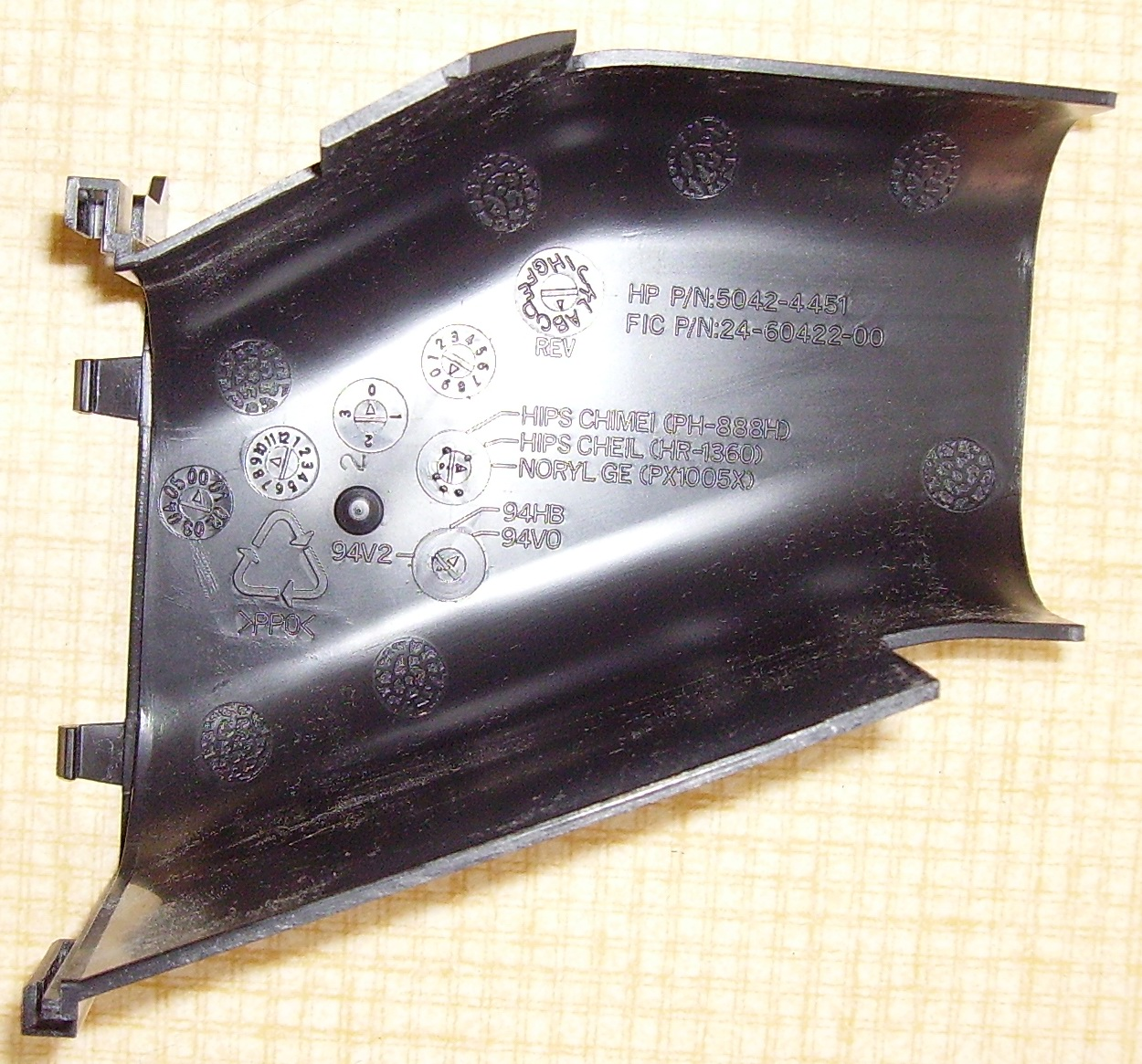
Conduit d'évacuation d'air chaud d'un ordinateur, fait en Noryl PX1005X ; un exemple d'objet nécessitant une bonne tenue au feu.

Les domaines d'utilisation se situent dans la construction mécanique (électroménager, construction automobile, etc.), les industries électrique et électronique, le secteur médical (appareils stérilisables), etc. Le Noryl est particulièrement adapté pour les pièces en contact avec de l'eau bouillante.
Dans la construction automobile, il permet la réalisation de pièces de carrosserie (ailes, pare-chocs, etc.) ou diverses (tableaux de bord…) dont la tenue en température est suffisante pour subir la cuisson des peintures (qui comporte notamment un cycle d'environ 30 min à plus de 150 °C). Les pièces de ce matériau automobile sont plus légères et moins sensibles aux chocs que celles en acier.
Dans l'industrie alimentaire, il est utilisé pour faire des plateaux de filtration qui sont stérilisables à la vapeur comme les plateaux inox.
Il sert également à l'habillage de boussoles, comme celles d'inspiration suisse dites « en boite d'allumettes » qui utilisent une petite boite de Noryl qui contient à l'intérieur la boussole, et qu'il est possible de faire glisser vers l'extérieur (boussoles de marque Recta, Suntoo et celles qui furent construites à l'époque de la Seconde Guerre mondiale, bien qu'elles utilisent des plastiques de l'époque plus conventionnels).